# Championnats du monde masculins de BMX freestyle
Le BMX freestyle masculin est au programme des championnats du monde de cyclisme urbain depuis 2017 pour le « Park » et 2019 pour le « Flatland ». 

## BMX freestyle Park

### Podiums
| Année            | Or             | Argent                  | Bronze           |
| ---------------- | -------------- | ----------------------- | ---------------- |
| 2017 Chengdu     | Logan Martin   | Alex Coleborn           | Colton Walker    |
| 2018 Chengdu     | Justin Dowell  | Kenneth Tencio Esquivel | Brandon Loupos   |
| 2019 Chengdu     | Brandon Loupos | Logan Martin            | Nick Bruce       |
| 2021 Montpellier | Logan Martin   | Daniel Sandoval         | Marin Ranteš     |
| 2022 Abou Dabi   | Rim Nakamura   | Justin Dowell           | Anthony Jeanjean |
| 2023 Glasgow     | Kieran Reilly  | Logan Martin            | Nick Bruce       |
| 2024 Abou Dabi   | Logan Martin   | José Torres Gil         | Justin Dowell    |

### Tableau des médailles
| Rang | Coureur                 | Or | Argent | Bronze | Total |
| ---- | ----------------------- | -- | ------ | ------ | ----- |
| 1    | Logan Martin            | 3  | 2      | 0      | 5     |
| 2    | Justin Dowell           | 1  | 1      | 0      | 2     |
| 3    | Brandon Loupos          | 1  | 0      | 1      | 2     |
| 4    | Rim Nakamura            | 1  | 0      | 0      | 1     |
| 4    | Kieran Reilly           | 1  | 0      | 0      | 1     |
| 6    | Alex Coleborn           | 0  | 1      | 0      | 1     |
| 6    | Daniel Sandoval         | 0  | 1      | 0      | 1     |
| 6    | Kenneth Tencio Esquivel | 0  | 1      | 0      | 1     |
| 6    | José Torres Gil         | 0  | 1      | 0      | 1     |
| 10   | Nick Bruce              | 0  | 0      | 2      | 2     |

| Rang  | Nation          | Or | Argent | Bronze | Total |
| ----- | --------------- | -- | ------ | ------ | ----- |
| 1     | Australie       | 4  | 2      | 1      | 7     |
| 2     | États-Unis      | 1  | 2      | 4      | 7     |
| 3     | Grande-Bretagne | 1  | 1      | 0      | 2     |
| 4     | Japon           | 1  | 0      | 0      | 1     |
| 5     | Argentine       | 0  | 1      | 0      | 1     |
| 5     | Costa Rica      | 0  | 1      | 0      | 1     |
| 7     | Croatie         | 0  | 0      | 1      | 1     |
| 7     | France          | 0  | 0      | 1      | 1     |
| Total | Total           | 7  | 7      | 7      | 21    |

## BMX freestyle Flatland

### Podiums
| Année            | Or               | Argent           | Bronze               |
| ---------------- | ---------------- | ---------------- | -------------------- |
| 2019 Chengdu     | Dominik Nekolný  | Matthias Dandois | Moto Sasaki          |
| 2021 Montpellier | Matthias Dandois | Moto Sasaki      | Alexandre Jumelin    |
| 2022 Abou Dabi   | Moto Sasaki      | Masato Ito       | Kio Hayakawa         |
| 2023 Glasgow     | Yu Shoji         | Kio Hayakawa     | Matthias Dandois     |
| 2024 Abou Dabi   | Matthias Dandois | Moto Sasaki      | Jean William Prévost |

### Tableau des médailles
| Rang | Coureur              | Or | Argent | Bronze | Total |
| ---- | -------------------- | -- | ------ | ------ | ----- |
| 1    | Matthias Dandois     | 2  | 1      | 1      | 4     |
| 2    | Moto Sasaki          | 1  | 2      | 1      | 4     |
| 3    | Dominik Nekolný      | 1  | 0      | 0      | 1     |
| 4    | Kio Hayakawa         | 0  | 1      | 1      | 2     |
| 5    | Masato Ito           | 0  | 1      | 0      | 1     |
| 6    | Alexandre Jumelin    | 0  | 0      | 1      | 1     |
| 6    | Jean William Prévost | 0  | 0      | 1      | 1     |

| Rang  | Nation   | Or | Argent | Bronze | Total |
| ----- | -------- | -- | ------ | ------ | ----- |
| 1     | Japon    | 2  | 4      | 2      | 8     |
| 2     | France   | 2  | 1      | 2      | 4     |
| 3     | Tchéquie | 1  | 0      | 0      | 1     |
| 4     | Canada   | 0  | 0      | 1      | 1     |
| Total | Total    | 5  | 5      | 5      | 15    |